# Кенія Пайплайн (футбольний клуб)
Футбольний клуб «Кенія Пайплайн» або просто «Кенія Пайплайн» (англ. Kenya Pipeline Football Club) — професіональний кенійський футбольний клуб з міста Найробі.

## Історія
Заснований 1978 року в Найробі компанією Kenya Pipeline Company, яка займається транспортуванням нафти. У Прем'єр-лізі дебютував 2001 року, після завоювання бронзових нагород Національної суперліги. Дебют в еліті виявився вдалим, команда посіла 3-є місце в групі Б. Також 
«Кенія Пайплайн» виграв Кубок президента Кенії, ообігравши в фінальному поєдинку «Муміяс Шугер» (1:0), завдяки голу Мозеса Гітау. 
Під час періоду розколу кенійського футболу виступали в Національному чемпіонаті Кенії під егідою Федерації футболу Кенії, проте особливих учпіхів у цих змаганнях не досягли.
Напередодні початку сезону 2005/06 років через відсутність підтримки спонсорів команда припинила існування
У 2003 році виступав у Кубку володарів кубків КАФ, де в другому раунді поступився замбійському «Пауер Дайнамос».

## Досягнення
- Кубок президента Кенії
  -  Володар (1): 2002

- Національна суперліга Кенії
  -  Бронзовий призер (1): 2001

## Статистика виступів на континентальних турнірах
| Сезон | Турнір                     | Раунд | Клуб             | Вдома | На виїзді | Загалом       |
| ----- | -------------------------- | ----- | ---------------- | ----- | --------- | ------------- |
| 2003  | Кубок володарів кубків КАФ | 1     | Ансі Реюньйон    | 2-1   | 1-2       | 3-3 (9-8 пен) |
| 2003  | Кубок володарів кубків КАФ | 2     | «Пауер Дайнамос» | 0-2   | 0-1       | 0-3           |

## Відомі гравці
- Роберт Мамбо Мумба